# 李時穆
李 時穆（イ・シモク、朝鮮語: 이시목、1896年または1897年 - 1980年5月23日）は、大韓民国のジャーナリスト、実業家、政治家。第2代韓国国会議員。

## 経歴
慶南宜寧出身。東洋大学哲学科卒。漢城日報論説委員、大韓硬質陶器社長、国民会支部長、無所属の第2代国会議員（のち自由党に入党）、国会財経農林委員、郷里宜寧の共匪襲擊事件の調査報告者を務めた。